# Bernardo Dovizi da Bibbiena
Bernardo Dovizi da Bibbiena, född 4 januari 1470 och död 9 november 1520, var en italiensk kardinal.
Bibbiena utnämndes av Leo X till kardinal, och är känd som Rafaels gynnare och som författare till komedin La Calandria (1518), gjord efter klassiskt mönster, en skabrös skildring av tidens seder.